# Ley de Emergencia Bancaria
La Ley de Emergencia Bancaria (en inglés, Emergency Banking Relief Act o Emergency Banking Act) fue una ley aprobada por el Congreso de los Estados Unidos, propuesta por el presidente Franklin D. Roosevelt durante la Gran Depresión, y en los primeros días de su mandato, el 9 de marzo de 1933. 
La Ley formulaba un plan según el cual se clausuraban definitivamente todos los bancos de manifiesta insolvencia, permitiendo operaciones sólo a los bancos que demostraran ser lo suficientemente solventes para sostenerse. Sólo estos últimos podrían abrir sus puertas nuevamente tras el feriado bancario nacional (en inglés "National Bank Holiday") de cuatro días decretado por el presidente Roosevelt desde el 9 hasta el 13 de marzo de 1933.
El proyecto de ley fue presentada el 9 de marzo de 1933 en una sesión conjunta del Congreso de los Estados Unidos (donde concurrieron el Senado y la Cámara de Representantes) y aprobada esa misma tarde, en un ambiente de caos e incertidumbre por cuanto cerca de 100 nuevos miembros del Congreso (todos del Partido Demócrata) entraban al poder determinados a ejecutar medidas radicales para solucionar las quiebras bancarias y otros problemas económicos de gran urgencia. El sentimiento de apremio era tan evidente que la ley fue aprobada pese a que sólo existía una copia disponible en la asamblea, y muchos legisladores aceptaron votar por ella sin siquiera leerla antes, aceptando tan sólo la explicación presidencial.
La ley entró en vigor junto con una garantía de la Reserva Federal para proporcionar fondos a los bancos solventes que pudieran reabrir, lo cual causó de facto que el gobierno federal asegurase el 100% de los depósitos bancarios. Esta confianza causó que al reabrirse los bancos el 13 de marzo de 1933 los ahorristas volvieran a depositar sus fondos en éstos, en agudo contraste con los masivos retiros de depósitos que habían sucedido en meses anteriores. 
Dos días después, el 15 de marzo, la Bolsa de Nueva York registró un índice de crecimiento de 1% en un solo día, el mayor logrado hasta entonces; la confianza del mercado favoreció la reorganización de la vida económica y el funcionamiento del sistema bancario, sostenido ahora por fondos del propio gobierno federal.
Esta Ley fue una respuesta rápida a una situación de emergencia, pero el proyecto de Roosevelt no contemplaba un financiamiento permanente a los bancos, y así en el mismo año 1933 se emitió la 1933 Banking Act o Ley Glass-Steagall (la actual Ley de Bancos de Estados Unidos) más acabada y con mayor detalle. La nueva ley entró en vigencia el 16 de junio de 1933, dejando sin vigor a la Emergency Banking Act.